# 9 Korpus Strzelecki (ZSRR)
9 Korpus Strzelecki (ros. 9-й стрелковый корпус)  – wyższy związek taktyczny Armii Czerwonej z okresu II wojny światowej.
9 Korpus Strzelecki (piechoty) formowany był dwukrotnie, w latach:1941 i 1942. Od września 1944 roku wchodził w skład 5 Armii Uderzeniowej i uczestniczył w walkach na ziemiach polskich przeciw armii niemieckiej w ramach operacji wiślańsko-odrzańskiej.
W czasie walk o Berlin 9 KS dowodził gen. por. Iwan Rosły.
Po zakończeniu walk, czerwoną flagę na gmachu Kancelarii Rzeszy zatknęła mjr Anna Nikulina, pełniąca funkcję oficera politycznego w 9 Korpusie Strzeleckim.

## Dowództwo korpusu
Dowódcy:
- gen. por. Paweł Batow (19.06.1941 - 14.08.1941)
- gen. mjr Iwan Zamiercew (13.10.1942 - 03.02.1943)
- gen. mjr Michaił Zubkow (04.02.1943 - 17.06.1943)
- gen. mjr/gen. por Iwan Rosły (18.06.1943 - 09.05.1945)

## Struktura organizacyjna
Skład w 1945 roku:
- 230 Dywizja Strzelecka
- 248 Dywizja Strzelecka
- 301 Dywizja Strzelecka, dowódca: płk Władimir Antonow[6]